# Northmavine

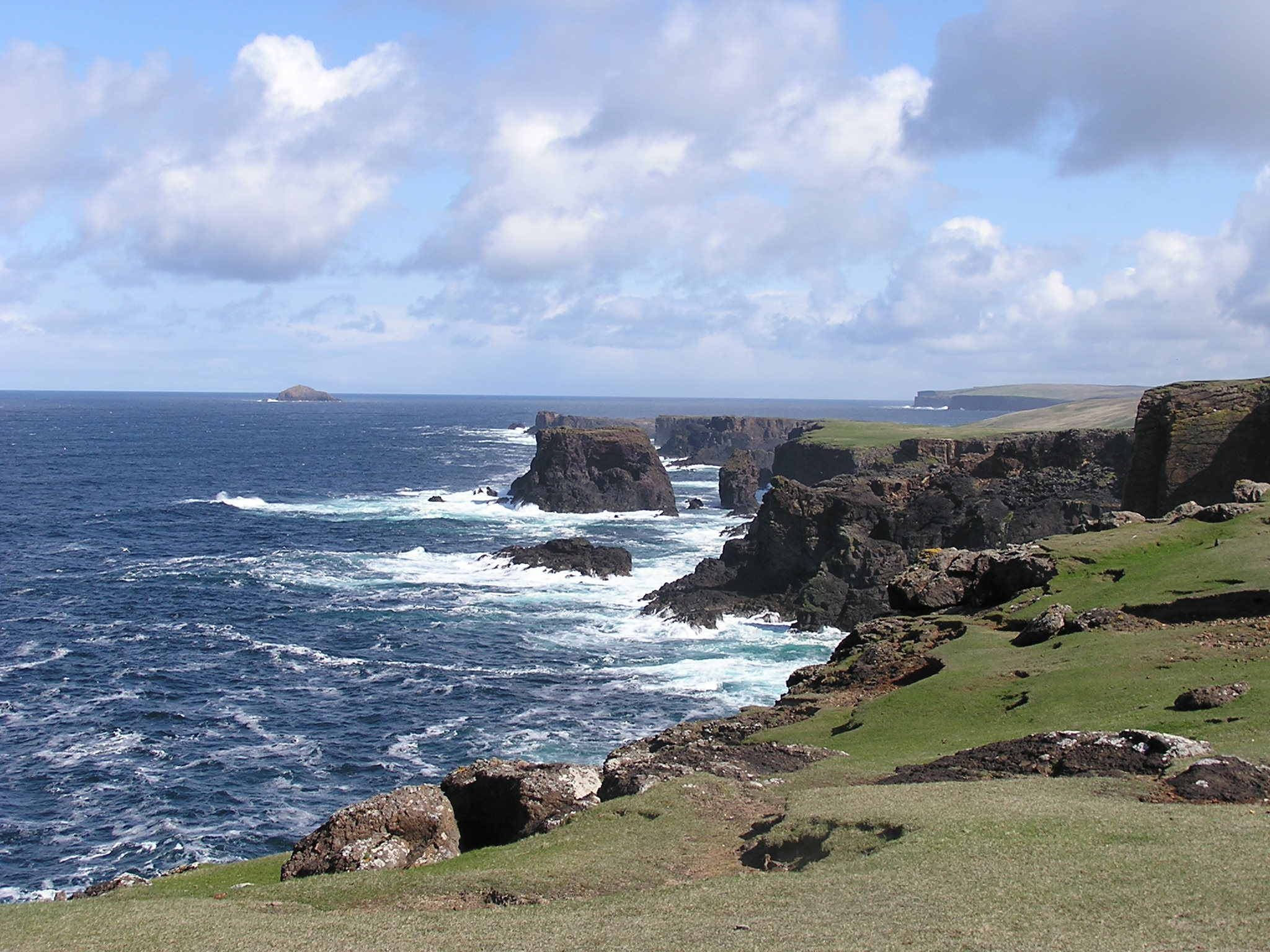
Klippen am Esha Ness im Westen

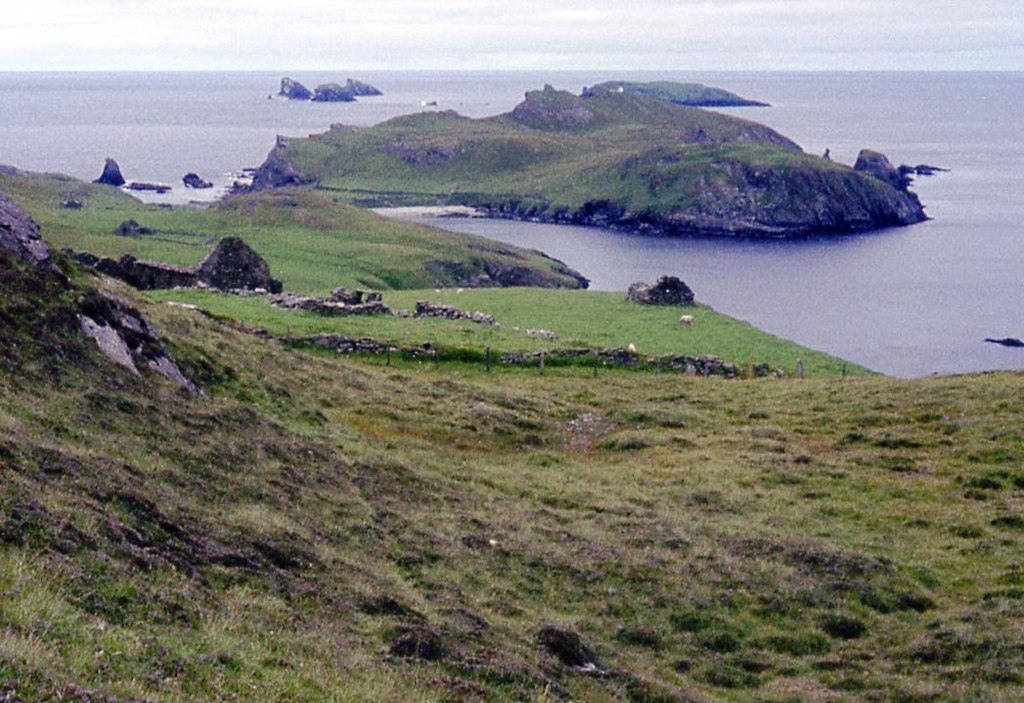
Halbinsel Fethaland im Norden

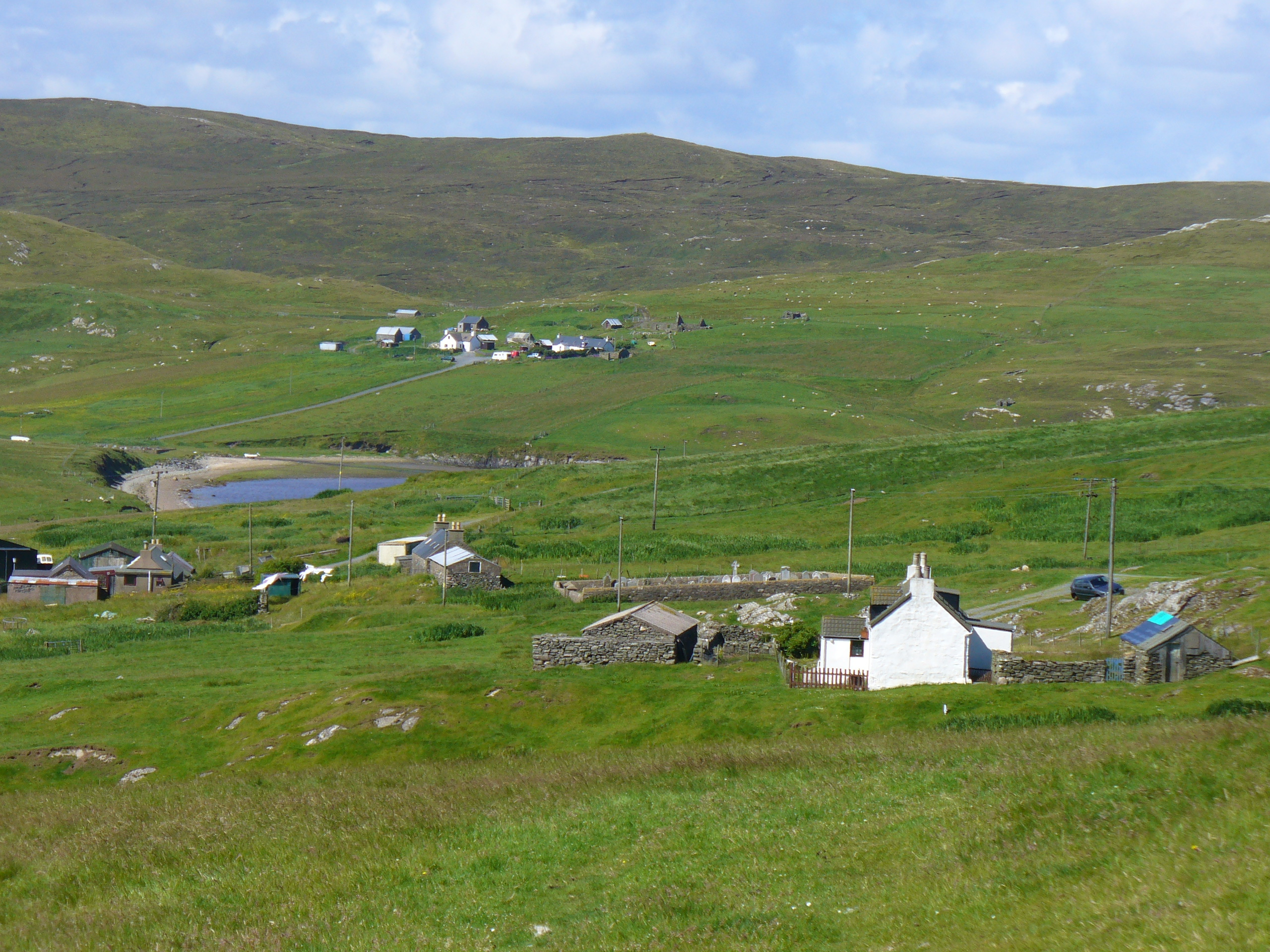
Blick über Isbister

Northmavine ist eine Halbinsel, die im Nordwesten von Mainland, der Hauptinsel der zu Schottland zählenden Shetlands liegt.

## Geographie
Northmavine wird fast vollständig vom Nordatlantik umgeben, dementsprechend gibt es eine Reihe von Inseln, die vorgelagert liegen. Die einzige Verbindung zu Mainland bildet der schmale Mavis Grind im Süden. Die Besiedlung ist gering und konzentriert sich auf die Ortschaften Hillswick, Ollaberry und North Roe. Die Grundlagen der Wirtschaft sind Fischfang und Landwirtschaft, die von Croftern betrieben wird. Zu einer wesentlichen Erweiterung ist es mit der Inbetriebnahme des Öl-Terminals Sullom Voe gekommen.
Im Nordwesten von Northmavine liegt, mit dem Ronas Hill, der höchste Berg der Shetlands. Er erreicht eine Höhe von 450 Metern.

## Historisches
Der Ronas Hill  (450 m hoch) ist der höchste Punkt der Shetlands. Auf dem Gipfel befindet sich ein neolithisches Kammergrab (englisch chambered tomb) in einem Cairn, das als Scheduled Monument denkmalgeschützt ist.
Im Rahmen der historischen Gliederung Schottlands in Civil Parishes hatte Northmavine die Grundlage des Civil Parishes Northmaven gebildet. Ende des 20. Jahrhunderts ist aus ihm die Gemeinde (Community Council Area) gleichen Namens hervorgegangen.

## Verkehr
Die zentrale Erschließung liegt bei der, von Süden kommenden A970, die auf der Halbinsel, in zwei Armen, nach Hillswick im Nordwesten und nach Isbister im Norden führt. Hinzu kommt, als regionale Straße, die B9079 nach Ollaberry.